# 주산산업고등학교
주산산업고등학교(珠山産業高等學校)는 대한민국 충청남도 보령시에 있는 공립 고등학교이다.

## 학교 연혁
- 1933년 2월 7일 : 주산공립 농업실수학교 설립
- 1933년 4월 1일 : 주산공립 농업실수학교 개교
- 1951년 4월 1일 : 주산중학교로 개편
- 1953년 6월 8일 : 주산농업고등학교 설립 인가(농업과 3학급)
- 1994년 3월 1일 : 주산산업고등학교로 개칭
- 2010년 2월 24일 : 만세청운관(체육관) 개관
- 2017년 3월 1일 : 학과개편(조경과, 자동차기계과, 건설시스템과) 및 15학급(일반 13, 특수 2) 인가
- 2018년 3월 1일 : 학과증설개편(식품제조과) 및 14학급(일반 12, 특수 2) 인가
- 2024년 9월 1일: 제28대 조성도 교장 부임
- 2025년 1월 8일 : 제70회 졸업식 (총 졸업자 수: 8,721명)
- 2025년 3월 4일 : 2025학년도 신입생 입학 (총: 50명)

## 설치 학과
- 조경과
- 식품제조과
- 자동차기계과
- 건설시스템과

## 참고 자료
- 주산산업고등학교 - 한국교육학술정보원 학교알리미